# IC 156
IC 156 је спирална галаксија у сазвјежђу Рибе која се налази на листи објеката дубоког неба у Индекс каталогу.
Деклинација објекта је + 10° 33' 12" а ректасцензија 1h 45m 29,1s. Привидна величина (магнитуда) објекта IC 156 износи 14,0 а фотографска магнитуда 14,9. IC 156 је још познат и под ознакама UGC 1231, MCG 2-5-25, CGCG 437-22, NPM1G +10.0063, PGC 6448.